# Província de Mostaganem
La wilaya (província) de Mostaganem (en amazic: ⵜⴰⵎⵏⴰⴹⵜ ⵏ ⵎⴻⵙⵜⵖⴰⵍⵉⵎ; en àrab: ولاية مستغانم) es troba a Algèria, situada al nord-oest.

## Geografia

### Situació
La Província de Mostaganem resta delimitada:
- al nord, per la Mediterrània;
- a l'oest, per la Província d'Orà;
- a l'est, per la Província de Chlef;
- al sud, per les de Mascara i Relizane.

### Relleu

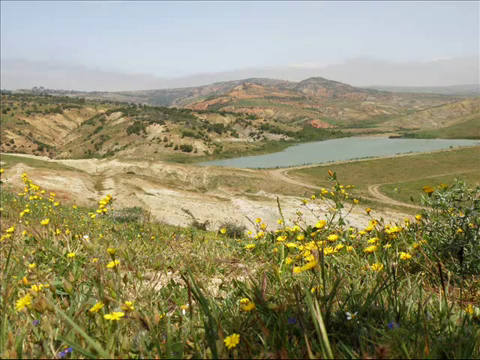
Turons de Dahra

El relleu de la Província de Mostaganem es divideix en quatre unitats morfològiques de dues regions:, l'altiplà de Mostaganem i el Dahra:
- les valls baixes de l'oest abracen els municipis de: Hassi Mameche, Mazagran, Stidia, Aïn Nouïssy, El Hassiane i Fornaka.
- El massís de Dahra alberga els municipis de: Sidi Belattar, Oued El Kheir, Sidi Ali, Ouled Maallah, Tazgait, Nekmaria, Kheireddine, Ain Boudinar i Safsaf.
- l'Altiplà de Mostaganem inclou els municipis de: Mostaganem, Ain Tedles, Sour, Bouguirat, Sirat, Souaflia, Mesra, Aïn Sidi Cherif, Mansourah, Touahria i Sayada.
- Les valls orientals contenen els municipis: Achaacha, Khadra, Ouled Boughalem, Sidi Lakhdar, Hadjadj i Abdelmalek Ramdane.

Els boscos cobreixen un 14,2% de la superfície de la wilaya.

### Costa

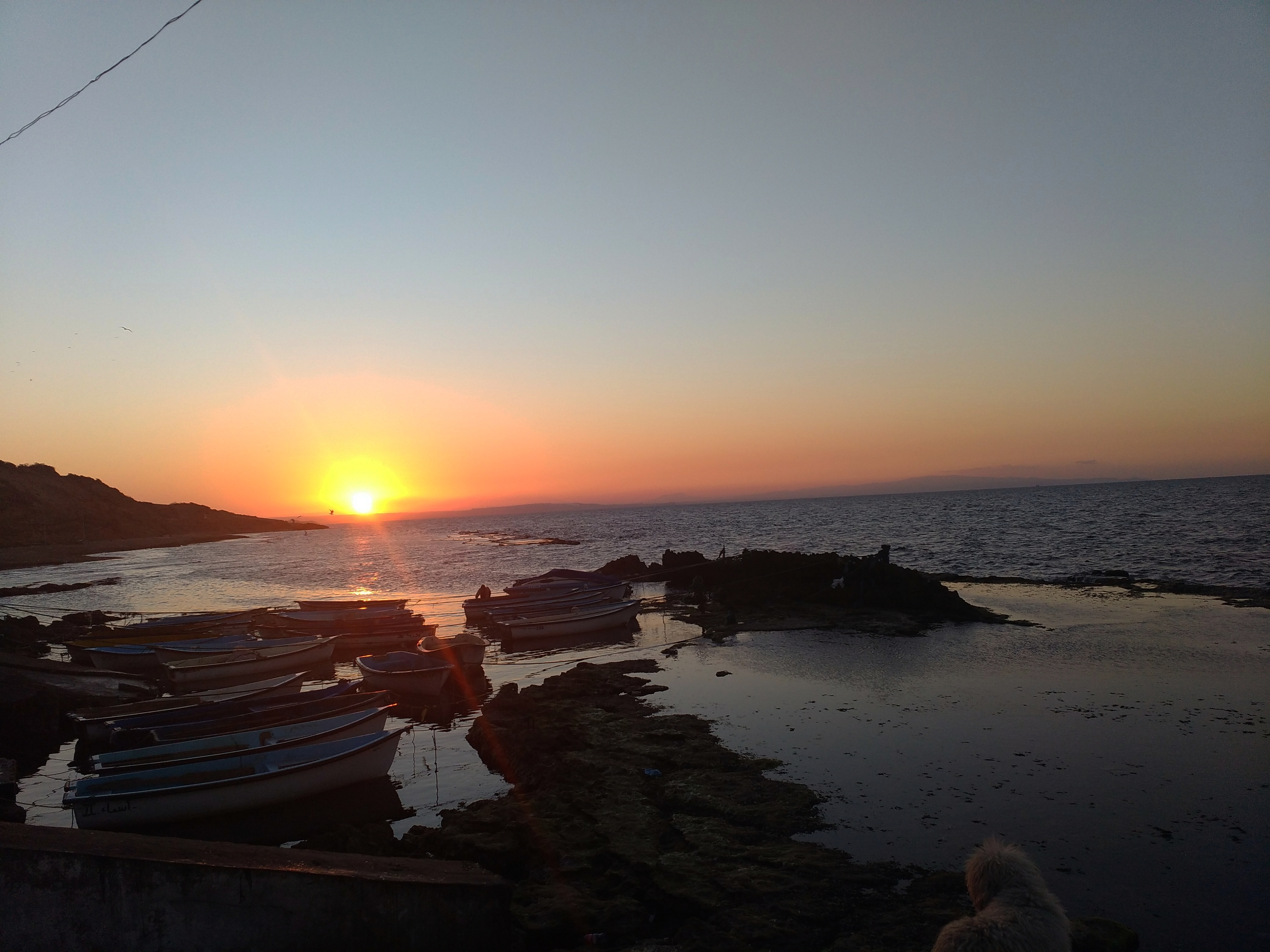
Posta de sol (vista des del port de Stidia)

La wilaya té una costa de 124 km.

### Clima
El clima se'n caracteritza per ser semiàrid amb hiverns temperats i precipitacions que varien entre 350 mm a l'altiplà i 400 mm als contraforts del massís de Dahra.
Té tres tipus de clima: hi domina el clima mediterrani càlid a l'estiu, i dos altres climes semiàrids, un de càlid i un altre de fred que és el clima de la capital.

## Recursos hídrics
La Província de Mostaganem té aquestes preses:
- Presa de Cheliff
- Presa de Kramis[3]
- Presa de Gargar[4]
- Presa de Sidi Abed[5]

Aquestes preses es troben entre els 65 pantans operatius d'Algèria mentre que n'hi havia 30 més en construcció l'any 2015.

## Organització de lawilaya

### Valis
El càrrec de vali de la wilaya de Mostaganem ha estat ocupat per polítics diferents des de la independència del 4 agost del 1962.
| N° | Wali                    | Début   | Fin      |
| -- | ----------------------- | ------- | -------- |
| 1  |                         | 17      | 10       |
| 2  | Adda Benguettat         | 10      | 23       |
| 3  |                         | 26      | 01       |
| 4  |                         | 04      | 01       |
| 5  |                         | 11      | 27       |
| 6  |                         | 27      | 19       |
| 7  | Mohamed Kadi            | 19      | 26       |
| 8  |                         | 26      | 29       |
| 9  | Abdelaziz Boudiaf       | 4 agost | 31       |
| 10 | Mustapha Meghraoui      |         |          |
| 11 | Salah Laouir            | 4 agost | 4 agost  |
| 12 | Salah Brahimi           | 14      | 26       |
| 13 | Mohamed Nadir Hamimid   | 26      | 30       |
| 14 | Brahim Bengayou         | 30      | 22       |
| 15 | Nacereddine Benboudiaf  | 4 agost | 22       |
| 16 | Abdelkader Zoukh        | 22      | 17       |
| 17 | Nouria Yamina Zerhouni  | 17      | 30       |
| 18 | Hocine Ouadah           | 30      | 24       |
| 19 | Ahmed Maâbed            | 24      | 22       |
| 20 | Abdelwahid Temmar       | 22      | 4 agost  |
| 21 | Mohamed Abdenour Rabehi | 4 agost | 25       |
| 22 | Abdelsamai Saïdoun      | 25      | 31       |
| 23 | Aissa Boulahia          | 31      | 06       |
| 24 | Ahmed Boudouh           | 06      | en cours |

## Demografia

### Evolució demogràfica
El 2008, la població de Mostaganem era de 737.118 habitants en comparança amb els 504.124 del 1987. 6 municipis superaren els 30.000 habitants:
| 1987    | 1998    | 2008    |
| ------- | ------- | ------- |
| 504.124 | 629.445 | 737.118 |

### Piràmide d'edats
Igual que la població algeriana, la de la wilaya de Mostaganem és jove, quasi el 39% té menys de 20 anys. El grup d'edat entre els 20 i els 59 anys representa més de la meitat de la població. En conseqüència, la població de 60 anys o més és molt petita, només gairebé el 7% de la total del municipi. Hi ha hagut, però, un descens de les taxes de natalitat des de finals de la dècada del 1980.

## Economia

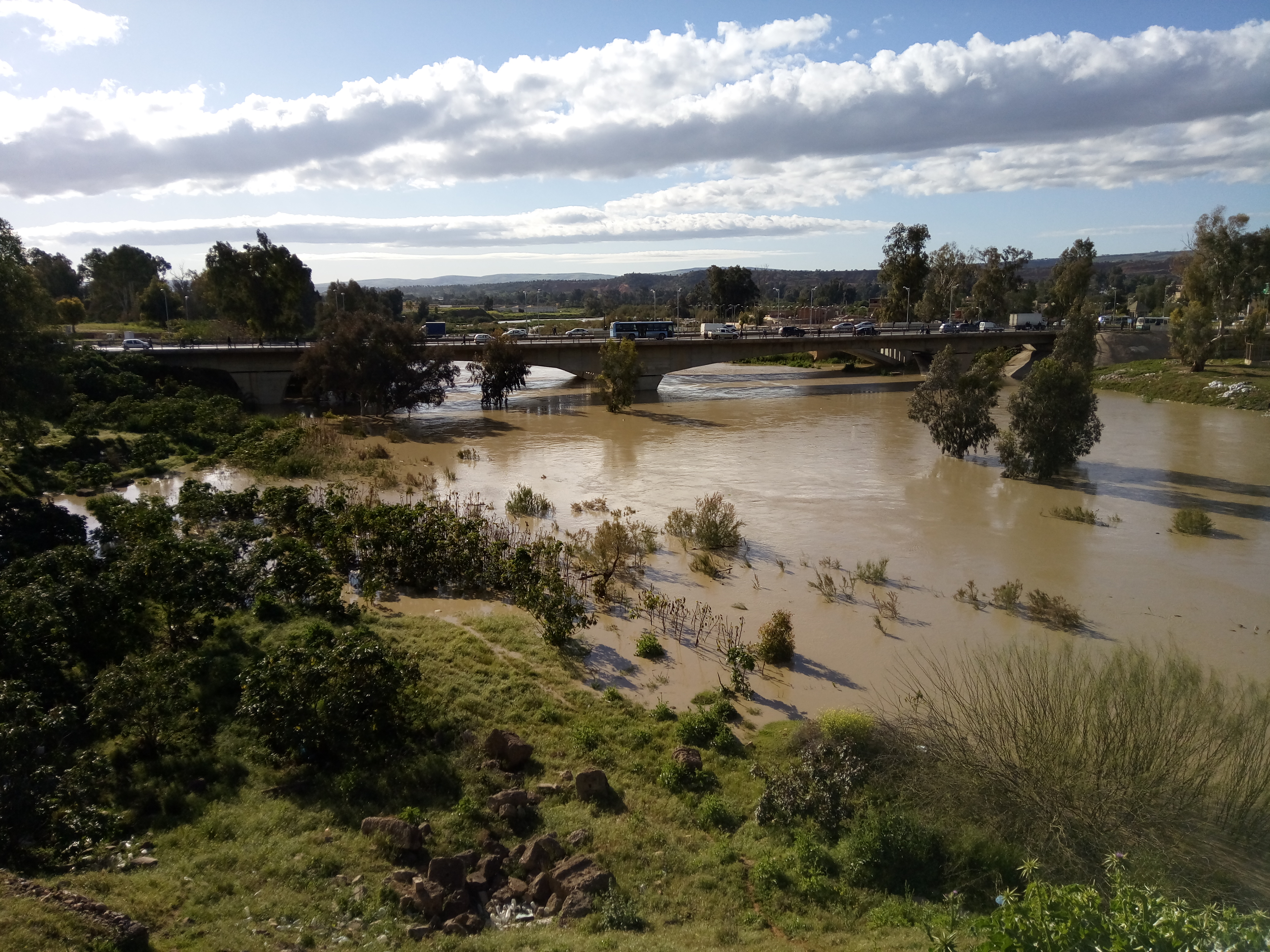
Oued Chellif el 2018

La Província de Mostaganem és una de les més agrícoles de l'estat, té un clima favorable a l'agricultura i per això l'ha diversificada, en particular la producció de verdures primerenques i l'horticultura.
La wilaya també té museus, antigues mesquites, barris antics (Derb i Tobana), coves i jaciments arqueològics...
El sector industrial inclou quatre branques: la indústria agroalimentària, la de la fusta i la cel·lulosa, la manufacturera i les mines i pedreres. La pesca també és una altra activitat econòmica de la wilaya.

## Cultura

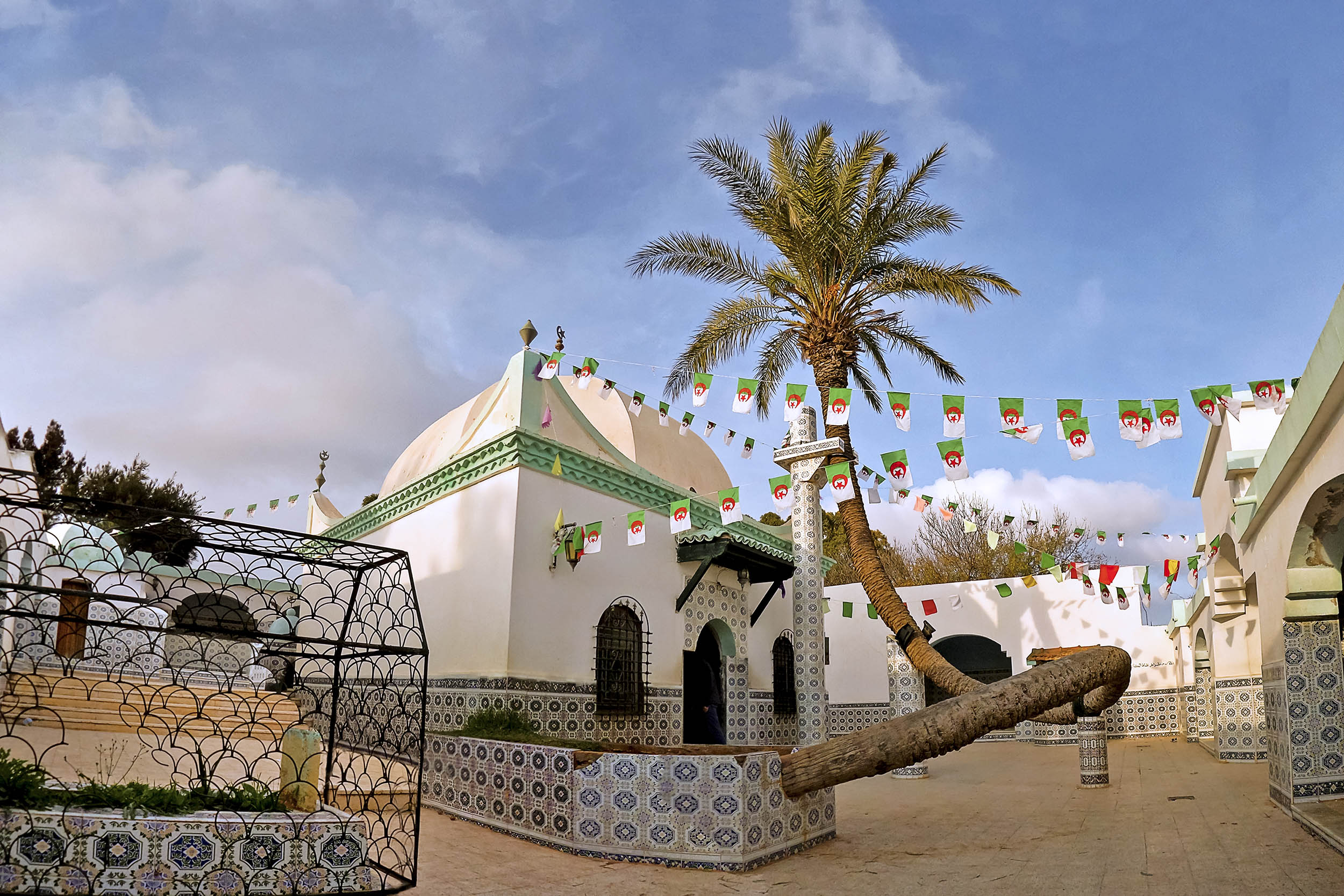
Mausoleu de Sidi Lakhdar Ben Khlouf

Mostaganem té un ric patrimoni cultural i artístic: teatre, poesia, <i>chaâbi</i>, folklore aissaoui, música andalusina, cant místic i litúrgic i folklore femení com els medahates. La wilaya ha organitzat una desena de festivals en diversos àmbits: teatre escolar, aïssaoua, chaâbi, música andalusina, teatre d'aficionats, la waâda de Sidi Lakhdar Ben Khlouf i poesia popular.

## Infraestructures

### Infraestructura portuària
La wilaya té tres ports:
- el port de Mostaganem
- el port de Sidi Lakhdar (pesca)
- el port de Salamandre (pesca i navegació d'esbarjo)

### Salut
La wilaya té 6 hospitals generals (a Mostaganem, Sidi Ali, Aïn Tedles, Mesra, Bouguirat, Achaacha ) i 2 establiments hospitalaris especialitzats (EHS Mare-Infant Lala Kheira, EHS psiquiàtric). La wilaya també inclou 6 establiments sanitaris que proporcionen atenció primària (28 policlíniques i 162 sales de tractament) repartits per tota la província.